# Fuochi d'artificio

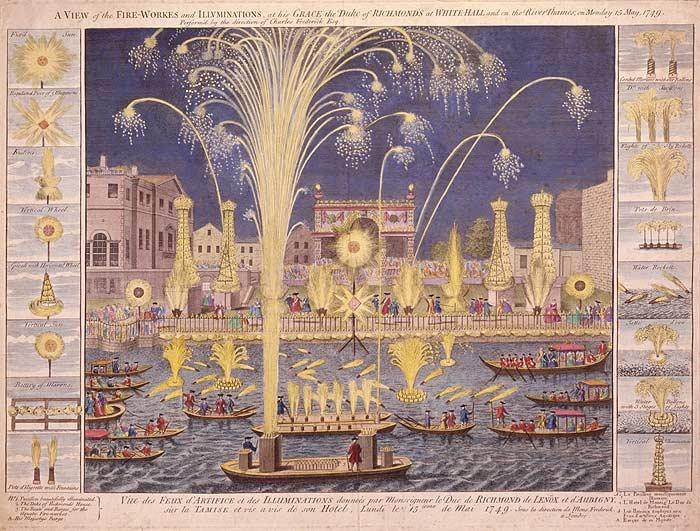
Incisione colorata per la Royal Fireworks Music sul Tamigi (Londra, 15 maggio 1749)

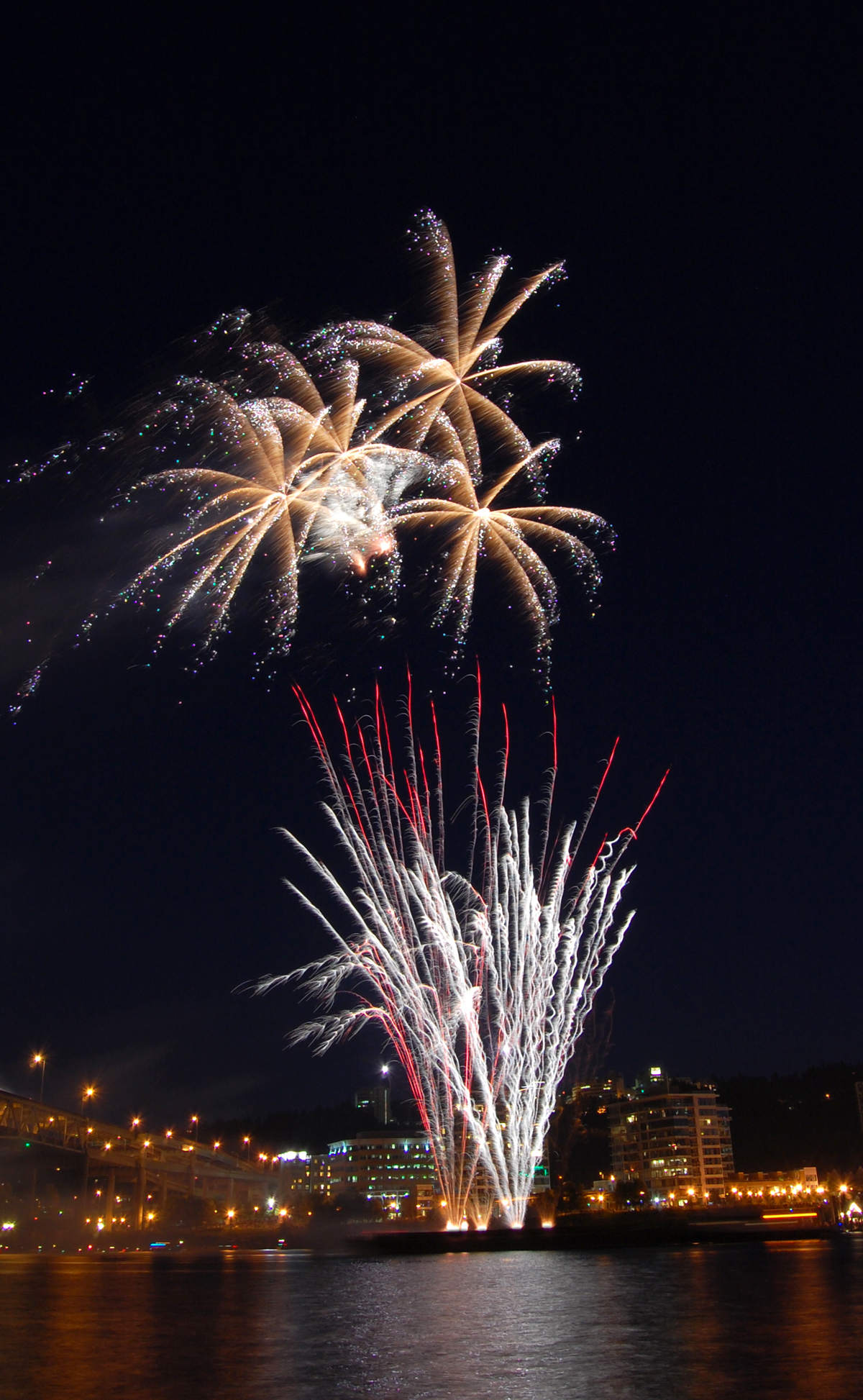
Fuochi d'artificio a Galta

Fuochi d'artificio che celebrano il capodanno

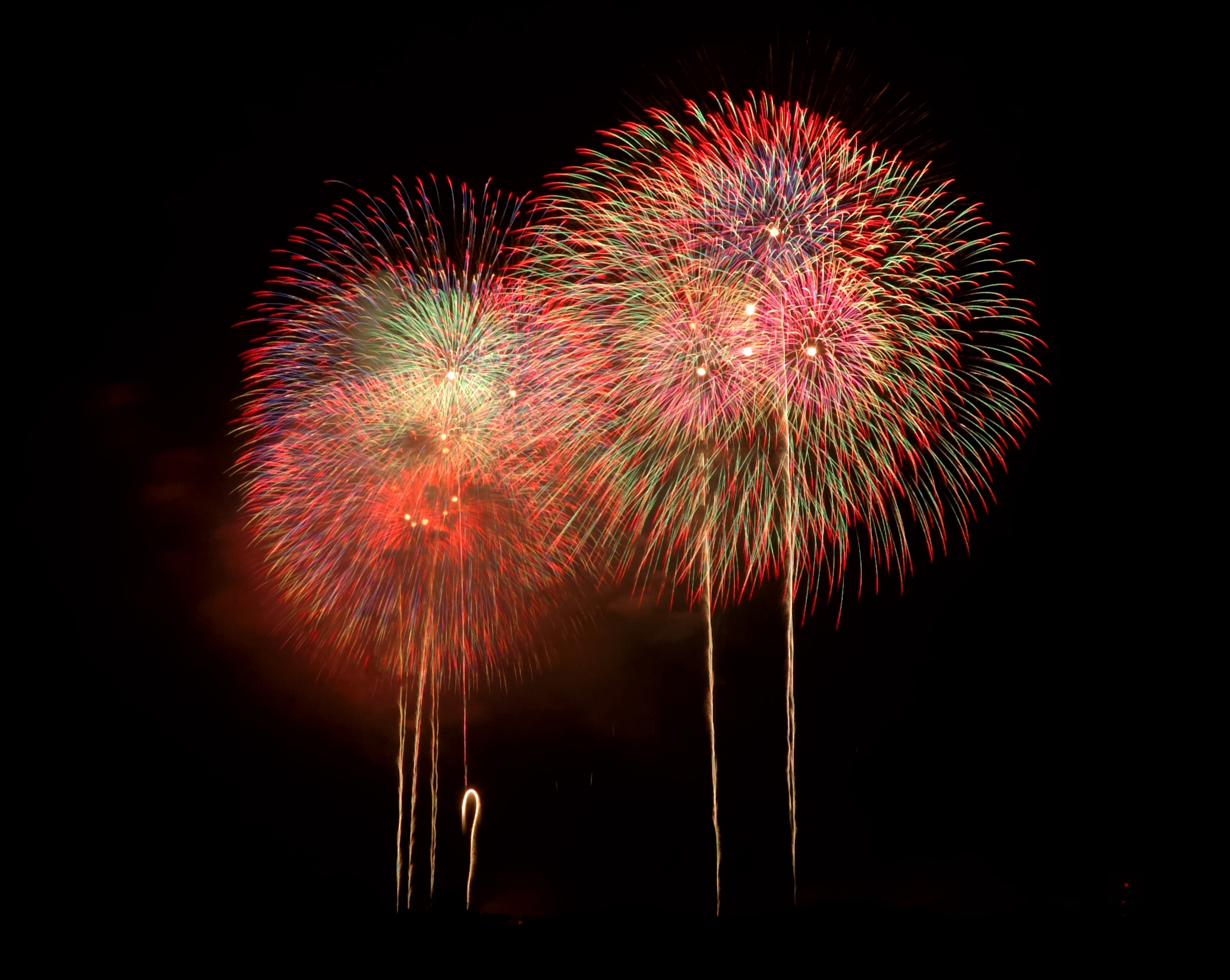
Fuochi d'artificio a Nagaoka

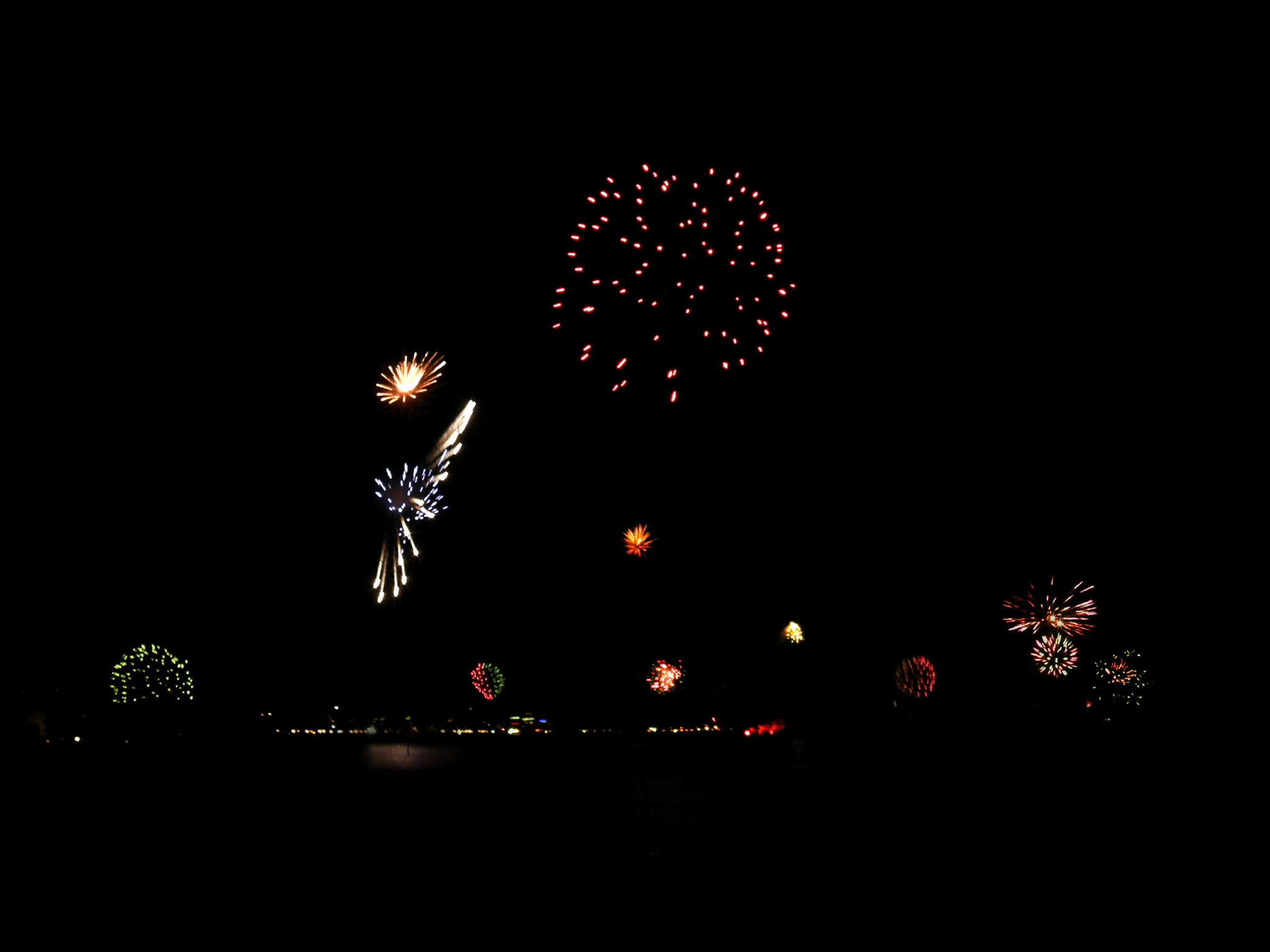
Fuochi d'artificio a Rimini durante la festa Gradisca 2008

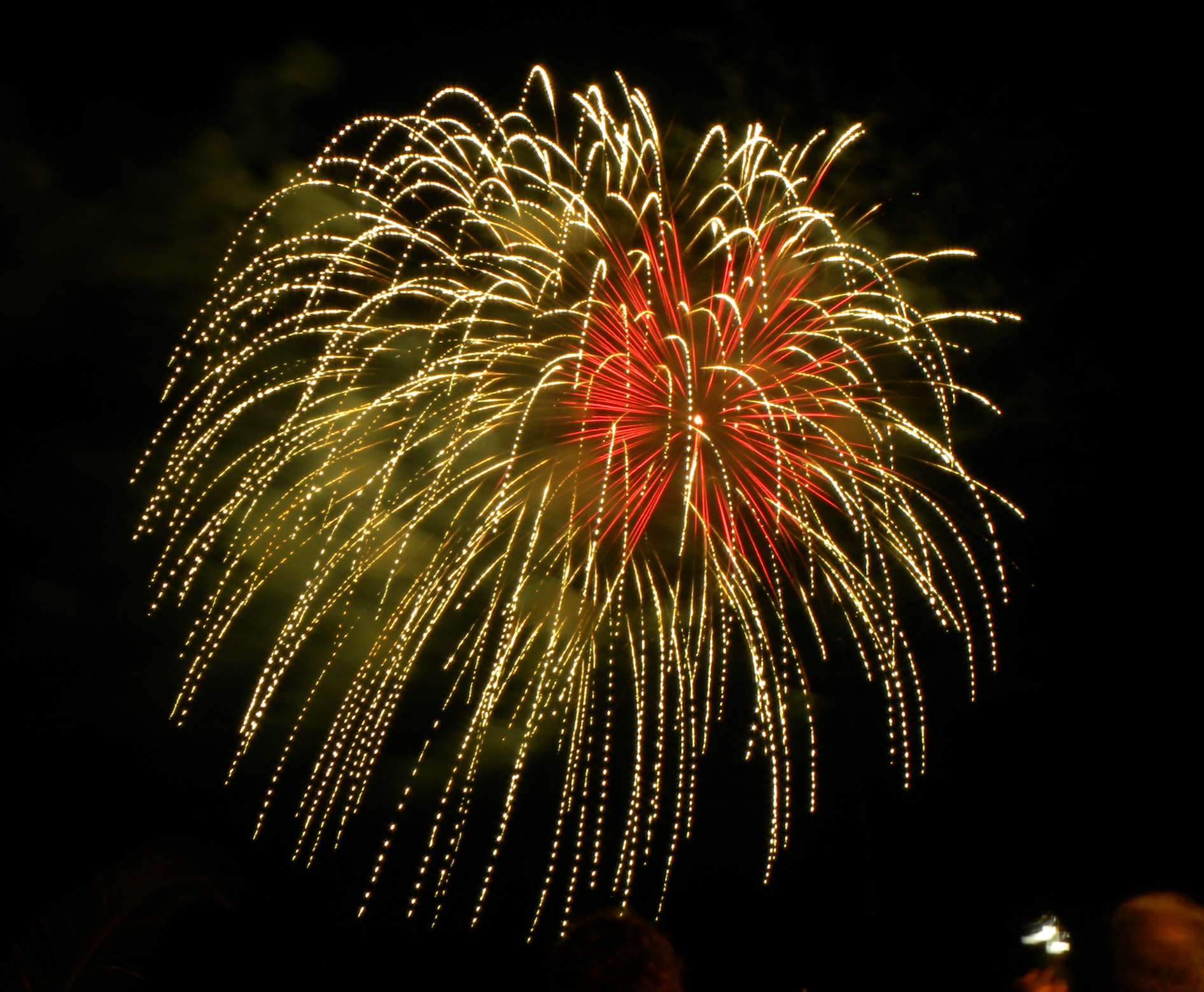
Fuochi d'artificio durante la festa della Madonna di Portosalvo a Villammare, Vibonati

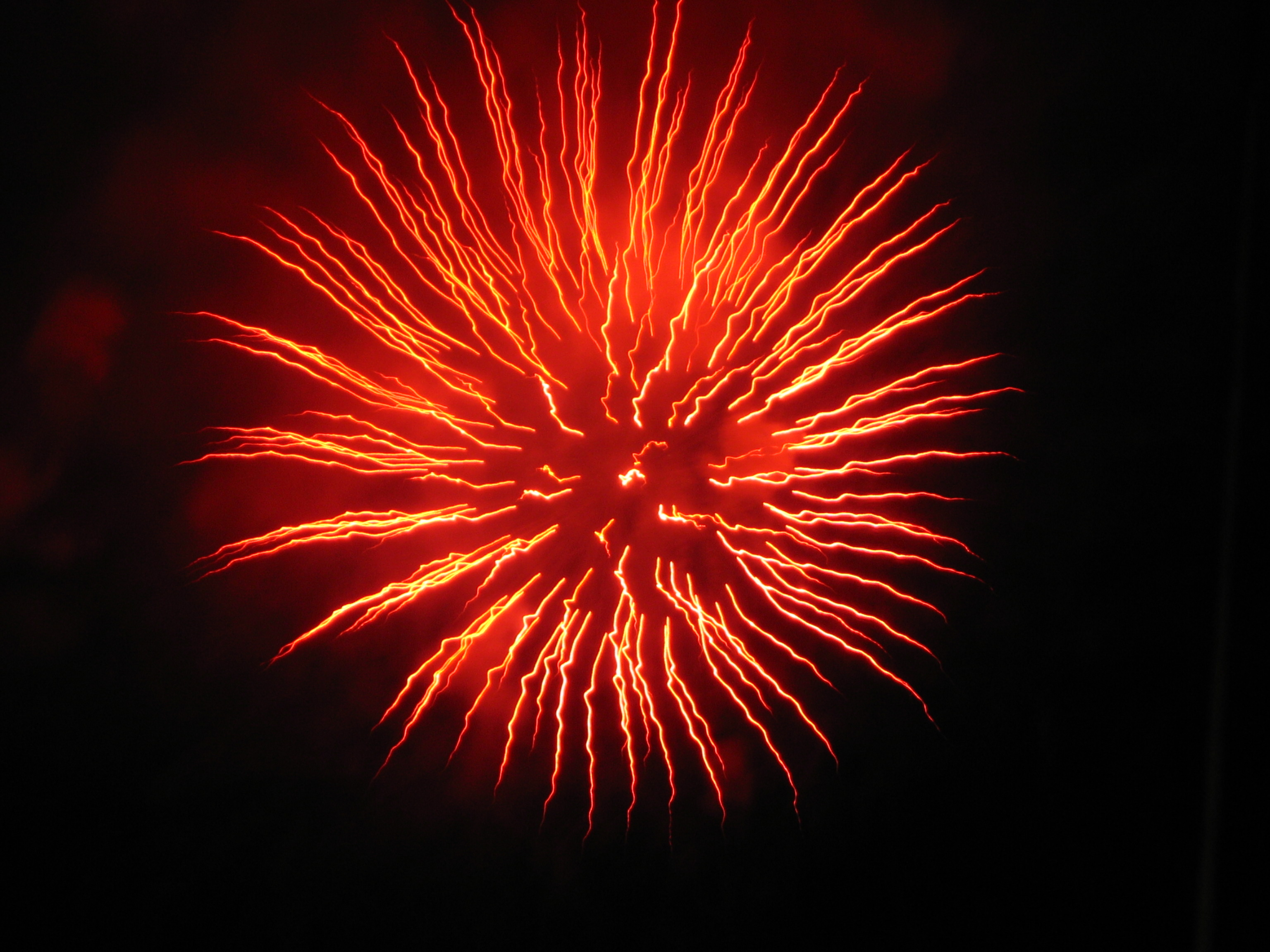
Fuochi a Trieste per la Barcolana 2008

Preparazione di uno spettacolo pirotecnico

I fuochi d'artificio sono un tipo di esplosivo formato da polvere pirica e altri elementi chimici che all'atto dell'esplosione genera colorati effetti luminosi e sonori. Vengono accesi dal pirotecnico.
Sono di solito lanciati al buio da terra in aria. In particolare la pirotecnica è l'arte e lo studio della fabbricazione dei fuochi d'artificio a fini di divertimento e spettacolo. La storia della pirotecnica affonda le sue origini in epoca remota, nell'VIII secolo in Cina.
I fuochi pirotecnici sono generalmente impiegati per intrattenimento, eventi e feste, soprattutto per l'effetto visivo/sonoro che spesso viene amplificato dall'ambiente, come accade nello spazio antistante ad uno specchio d'acqua o nei pressi di monumenti, rovine, anfiteatri, piazze, vallate o particolari conformazioni naturali. Normalmente i fuochi artificiali producono quattro "effetti primari":
- luce
- rumore
- fumo
- materiale solido in combustione che cade lentamente (es.: striscioline, coriandoli, etc.).

## Descrizione
Il materiale pirotecnico è generalmente classificato come esplosivo e la sua produzione, trasporto e uso sono regolati dalla legge e soggetto a severe normative di sicurezza.
La composizione degli esplosivi dei fuochi artificiali varia a seconda dell'utilizzo:
- esplosivi di lancio, costituiti essenzialmente da polvere nera per cariche di lancio e razzi, per inneschi, micce e spolette;
- esplosivi "fulminanti", destinati alla confezione di tutti i fuochi che producono scoppi violenti accompagnati o da lampi di luce;
- esplosivi di "spaccata", usati per i fuochi che, raggiunta una carica di lancio, debbono spaccarsi proiettando violentemente una rosa di colori.

La colorazione dei fuochi artificiali è ottenuta aggiungendo alla miscela combustibile un ossidante e un sale che, sublimando, colorano la fiamma del fuoco. Il rosso è ottenuto grazie ai composti dello stronzio, mentre il verde è prodotto dai composti del bario, il viola dalla combinazione dei cloruri di stronzio e di rame, il blu dal cloruro di rame.
I fuochi d'artificio sono detti "da terra", "aerei" o "d'acqua" a seconda di dove vengono usati.
Ai grandi fuochi pirotecnici aerei si affiancano i fuochi di piazza, aerei o da terra, di bassa potenza e con la postazione di lancio posizionata nel luogo da cui i fuochi vengono osservati, e altre composizioni minori, con piccoli giochi pirotecnici montati su strutture particolari o anche le "batterie d'onore", che sono legate a particolari manifestazioni del folclore, come, ad esempio, il ballo della pupa.

### Struttura
Il fuoco d'artificio è costituito da un involucro esterno di cartone molto spesso; a metà tra l'involucro e il nucleo dello stesso vi sono tante palline (dette "stelle" in gergo) di polvere nera ed altri composti chimici. Le stelle sono corpi solidi che bruciano con fiamma colorata e/o rilasciando una traccia luminosa. Al centro dell'involucro dell'artificio vi è una carica d'apertura, realizzata con polvere nera o analoga miscela esplodente. La deflagrazione di tale carica è provocata da una spoletta, ossia un elemento a lenta combustione che funge da temporizzatore, la quale si accende all'atto del lancio dell'artifizio. Questa deflagrazione provvede ad accendere le stelle ed a proiettarle in cielo, secondo geometrie dipendenti dal modo in cui le stelle sono state assemblate. Ad esempio quando il fuoco d'artificio è ad involucro sferico e le stelle aderiscono, lato interno, al guscio della sfera, in cielo si realizza un'apertura colorata perfettamente tonda.

### Materiali costitutivi e composti chimici

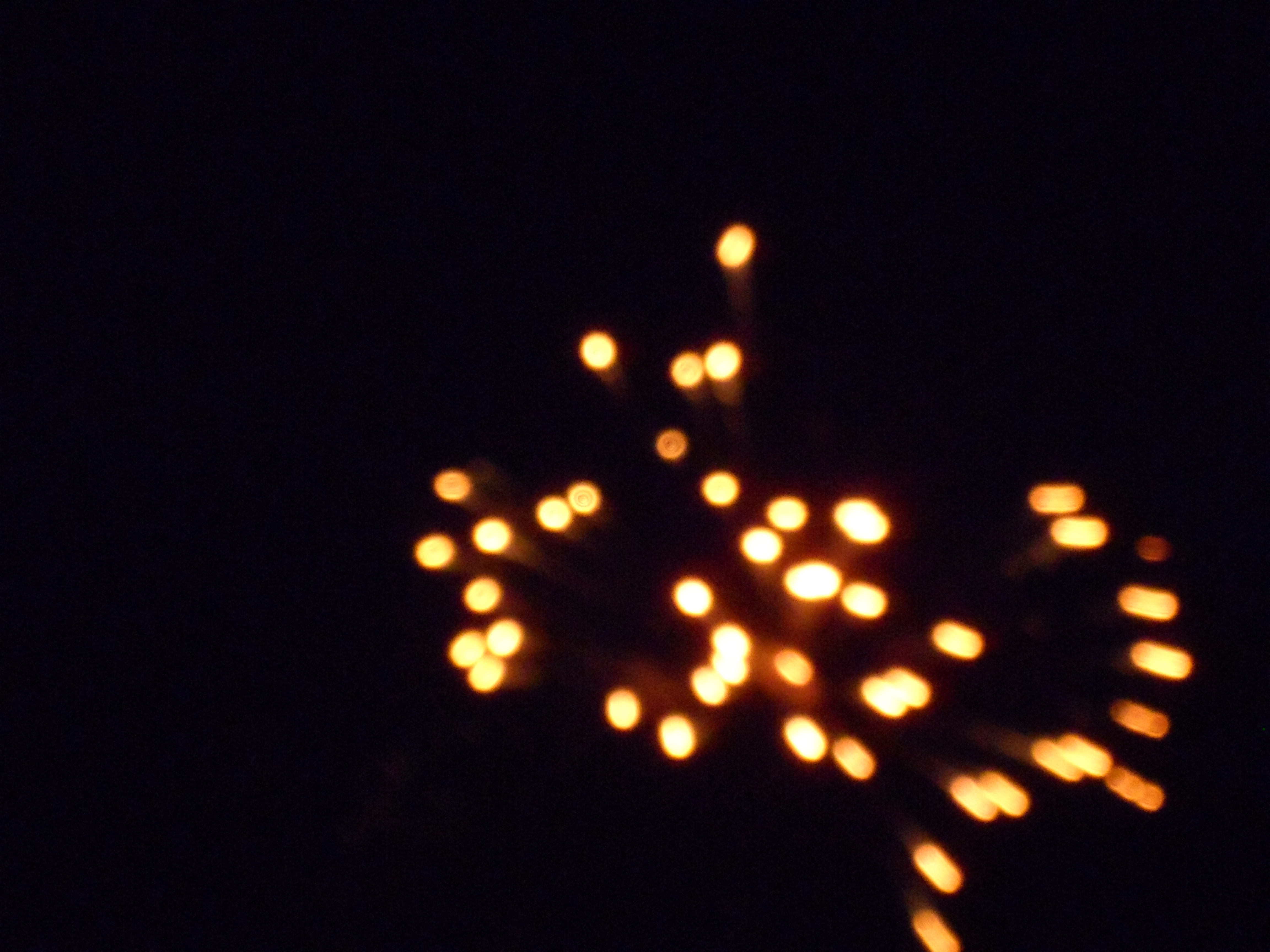
Variante dei fuochi d'artificio

#### Classificazione
I materiali utilizzati per la confezione dei fuochi d'artificio sono classificabili in sei tipologie:
- avvolgenti
- combustibili
- comburenti
- coloranti
- agglutinanti
- isolanti.

I principali materiali avvolgenti sono: la carta tedesca, la carta blu e la carta per i passa fuoco (questa terna è indicata genericamente come cartoni o cartocci), il cotone, lo spago, la pece.
I materiali combustibili sono delle sostanze che bruciando producono gas, luce e calore. I principali sono: lo zolfo, l'alluminio, il magnesio, l'antimonio, il manganese e il titanio.
I materiali comburenti sono sostanze che forniscono ossigeno nella combustione, e quindi atti ad alimentare questo rapido processo di ossidazione. L'accoppiamento del comburente con un combustibile produce, a seconda del dosaggio e della granulometria dei componenti la miscela:
- una "combustione lenta", in cui gas e calore si disperdono mano a mano che si sviluppano;
- una "deflagrazione", in cui la combustione si sviluppa in regime esplosivo, con avanzamento subsonico della reazione in seno alla carica.

La "detonazione" è un fenomeno che interessa materiali esplodenti, detti "detonanti", vietati in pirotecnica. La detonazione è un'esplosione caratterizzata da avanzamento supersonico della reazione in seno alla carica. Le detonazioni implicano fenomenologie meccaniche assai più distruttive delle deflagrazioni: i "detonanti" sono quindi utilizzati per spaccare, tagliare e forare, in cava (campo civile) o in guerra (ambito militare).
I principali materiali comburenti sono: i nitrati (sali dell'acido nitrico), i clorati, i perclorati.
I materiali coloranti delle fiamme sono in genere costituiti da dei vari sali quali: il carbonato di rame, il solfato di rame, il solfato di stronziana, il gesso, il carbonato di soda, il carbonato di stronzio..., capaci di conferire colori vivaci alle fiamme ed eventualmente fungere pure da ossidanti (ad es. il nitrato di stronzio).
Esistono poi additivi, quali ad esempio il PVC, che ad alte temperature liberano cloro; tale atomo si combina con il rame a formare compositi rame - cloro stabili ad alta temperatura, capaci di emettere luce visibile sulle frequenze del blu.
I materiali agglutinanti servono a far presa. Tra i più importanti si annoverano: la destrina, la gomma arabica e la creta. Si impiegano per formare corpi solidi come le "stelle" a combustione colorata.
I materiali isolanti servono per isolare le varie componenti del botto. I più comuni sono: il terreno setacciato e la segatura.

#### Dettagli

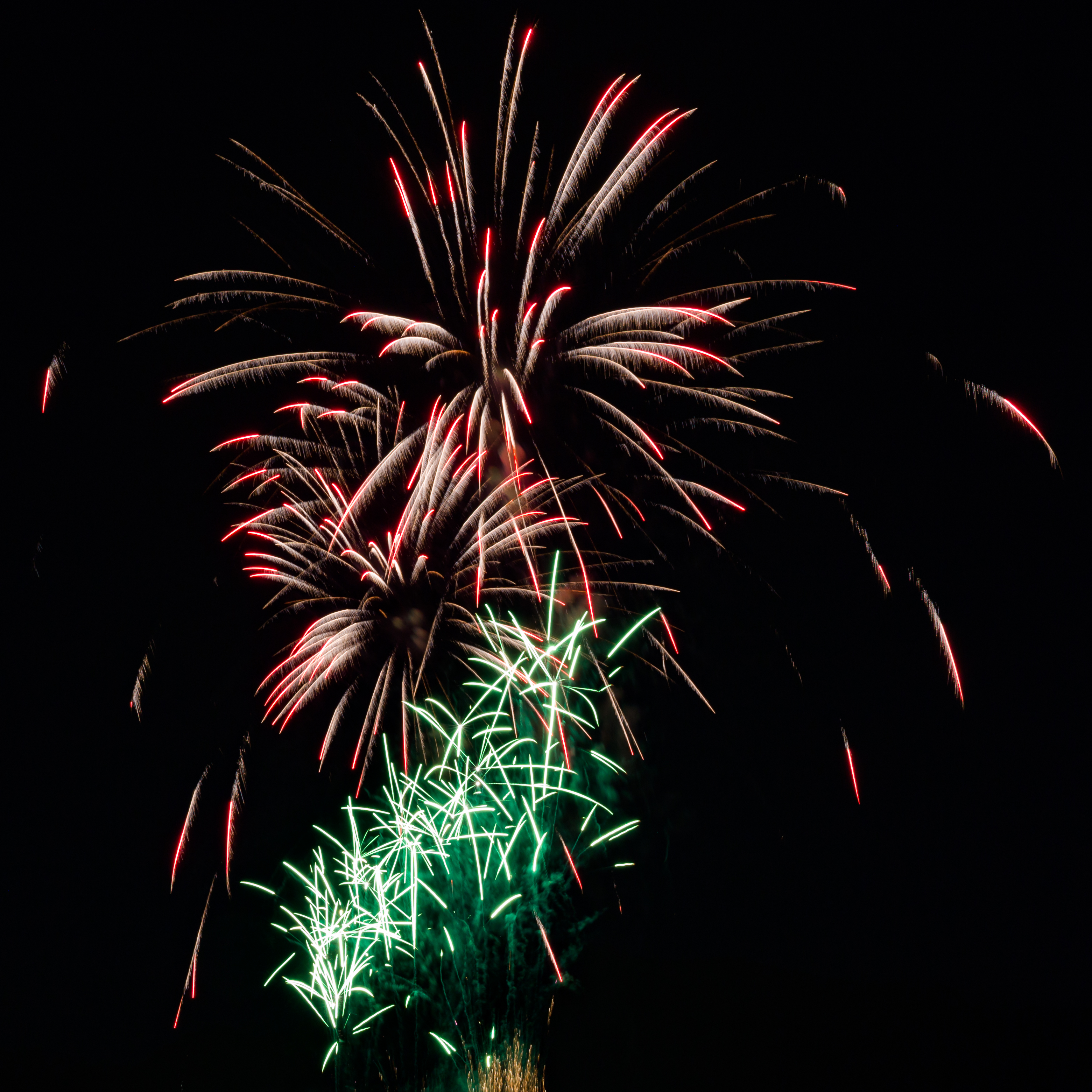
Fuochi d'artificio in Francia

Nei fuochi d'artificio vengono adoperati diversi tipi di composti chimici, tipicamente per dare un ben determinato colore alle fiamme generate dalla combustione dei vari elementi. A tal proposito si rimanda alle nozioni di base e ai risultati della tecnica del saggio alla fiamma che insegna come riconoscere la presenza di taluni composti dal colore assunto dalla fiamma che li brucia.
I dettagli dei composti chimici e i materiali più utilizzati in pirotecnica sono riportati di seguito (in ordine alfabetico):
- Acido gallico: è un acido di colore giallo-sporco, si accende facilmente in combinazione col clorato di potassio e per tale ragione entrava nella composizione dei "fischi", nella pirotecnica del passato; oggi i fischi si realizzano mediante benzoati oppure salicilati di sodio o di potassio.
- Acido picrico: è un acido fenolico che entrava nella composizione dei "fischi"; in Italia l'uso dell'acido picrico in pirotecnica, è vietato, in quanto è stato usato in passato come esplosivo di scoppio per proiettili d'artiglieria e bombe.
- Alluminio: è un metallo usato largamente nei fuochi artificiali e si trova in commercio ridotto in polvere o a scaglie; può essere scuro (alluminio scuro), nero o brillante e ha sostituito le sostanze non più impiegate (tipo limatura di rame o zinco, che danno problemi di autoaccensione in alcune miscele, quindi sono pericolose). L'alluminio è assai leggero, quasi impalpabile, specie quello brillante. È insolubile nell'acqua ma non nell'alcool o aceto. La polvere di alluminio è spesso usata per ravvivare i colori dei miscugli pirotecnici, e per aumentarne il volume di fuoco.
- Antimonio: è un semimetallo di colore bianco-grigiastro e che arde con fiamma cerulea, abbagliante, vivissima e quindi è usato per dare molto splendore alla fiammata dell'esplosione. Si adopera per il bianco ed in altre composizioni risplendenti, principalmente sotto forma di trisolfuro.
- Arenadoro: è una polvere pirica chiamata anche "verdazzurro" in gergo pirotecnico, dalla forma impalpabile color verde bandiera. Serve per colorare la fiamma in azzurro.
- Canfora: quando miscelata con salnitro e zolfo emana una fiamma bianchissima.
- Carbonato di rame: miscelato con nitrato di stronzio produce il violetto. La miscela, ancora umida, se esposta al sole è soggetta ad autocombustione; è necessario quindi tenerla all'ombra fino al totale essiccamento.
- Carbonato di sodio: serve a dare alla fiamma un colore giallo.
- Carbonato di stronzio: è un sale dello stronzio; si presenta in forma di una polvere bianca adatta per generare fiamme rosse, violetto e lilla.
- Carbone di vite e carbone di quercia: il primo è usato per la preparazione delle più importanti polveri piriche. Alcune composizioni pirotecniche prevedono l'unione del carbone di vite con quello di quercia, tipicamente usato in cucina, facilmente reperibile in commercio. Per fare del carbone di vite si prende una o più fascine di viti secche a cui si dà fuoco. Man mano che brucia e si riduce in carbone, si deve smorzare con dell'acqua, si fa asciugare bene e infine si polverizza passandolo nello staccio fino. Il carbone di legno duro produce scintille vive e durevoli, quello di legno leggero (es. di cerro) è un attivante della combustione.
- Cartoni o cartocci da fuoco: anticamente si usava prepararli a mano, secondo gli spessori desiderati, incollando parecchi fogli di carta l'uno sull'altro fino ad ottenere lo spessore desiderato. Oggi, invece, si trovano in commercio già pronti per l'uso e identificati con un numero che indica un determinato tipo di cartone in relazione al peso di un foglio. La carta tedesca o carta d'imballaggio è usata per i grossi avvolgimenti, in particolare, quelli esterni per le bombe finite. V'è poi la carta blu.
- Clorato di bario: Si presenta bianchiccio ed impalpabile e va maneggiato con precauzione, perché è un energico ossidante. Serve per colorazioni in verde. È chimicamente instabile e le miscele che lo contengono non possono essere immagazzinate e vanno usate subito (può dare problemi di accensione spontanea).
- Clorato di potassio: Questa sostanza è molto pericolosa se mescolata con zolfo, perché forma miscele esplosive estremamente sensibili agli urti meccanici e alle cariche elettrostatiche. Per questo la legge italiana vieta quasi tutte le miscele a base di clorati.
- Cloruro rameico: è un sale che viene utilizzato per la colorazione sul blu-verde.
- Colla di farina: serve per incollare i cartocci e i passafuochi. Si prepara immergendo un certo quantitativo di farina doppio zero in acqua molto calda e mescolando fino a formare una pasta semidensa. Tale colla è soggetta ad alterazione e per conservarla basta far disciogliere un poco di acido salicilico o del solfato di rame durante la preparazione.
- Cotone e filo di bambagia: entrambi servono per confezionare gli stoppini o per rivestire i botti.
- Creta: una volta stacciata, è usata per la composizione gialla o per dare consistenza.
- Destrina e gomma arabica: sono utilizzati come eccipienti nei fuochi di artificio colorati, cioè servono a dare consistenza alle varie paste per la confezione degli "stoppini", delle "stelle", ecc. consentendo a questi ultimi di solidificare con una particolare forma. Al contempo, esse rallentano la combustione del composto (ma non la destrina della gomma arabica).
- Gesso: utilizzato per indorare, quando miscelato nel violetto fornisce una tinta rosea.
- Gommalacca: molto usata nelle composizioni rosse.
- Magnesio: brillante o scuro nell'aspetto, è un metallo leggero che brucia emettendo luce bianca intensissima.
- Manganese: metallo di colore bruno grigiastro, è usato come miscela per i cannoli (elementi a combustione colorata e tracciante) Oggi viene sostituito dal titanio.
- Mercurio: dolce o calomelano, è costituito da una polvere bianca, fine e pesante, usato come ravvivante dei colori rosso, violetto, verde.
- Nerofumo: è carbone finemente suddiviso usato nelle composizioni rosso, verde, rosee.
- Nitrato di bario: è un sale di bario, impalpabile e bianco, serve per dare alla fiamma un colore verde (essendo molto igroscopico, occorrono particolari precauzioni); ha anche caratteristiche ossidanti.
- Nitrato di potassio: è comunemente chiamato salnitro ed è il sale di potassio dell'acido nitrico. È conosciuto anche col nome di nitro o sale di nitro ed è l'ossidante della polvere nera.
- Nitrato di sodio: è un sale del sodio che si presenta di colore giallognolo e in forma cristallina, da pestare fino a renderlo impalpabile, colora fortemente la fiamma di giallo. Siccome assorbe molta umidità, i fuochi artificiali preparati con questo sale non possono essere immagazzinati per tempi lunghi. Pertanto, si preferisce adoperarlo solo nei mesi estivi. Ha anche caratteristiche ossidanti.
- Nitrato di stronzio: è un sale di stronzio, impalpabile e serve per dare alla fiamma un colore rosso porpora (essendo molto igroscopico, occorrono particolari cautele). Prima di essere adoperato, specie nei mesi umidi, è necessario farlo seccare al calore mettendolo dentro un recipiente di creta perché questo sale assorbe umidità.
- Ossicloruro di rame: è usato per ottenere il colore azzurro.
- Ossalato di sodio: è un sale organico che si presenta sotto forma impalpabile ed è usato in sostituzione del nitrato di sodio per le fiamme gialle.
- Pece: è un miscuglio di pece greca e catrame e serve per impeciare lo spago; questa operazione è eseguita tenendo in mano la pece e facendo passare lo spago un paio di volte dopo averlo fissato con un chiodo ad un cavalletto, avvolgendolo a matassa. Generalmente la pece si presenta in pezzi e bisogna pertanto triturarla e passarla allo staccio fino. Sostituisce lo zolfo in alcune composizioni pirotecniche.
- Polivinilcloruro (PVC): è usato per la composizione verde e blu come donatore di cloro.
- Scialacca: è una resina di color rossiccio, ridotta in forma di polvere impalpabile. Sostituisce lo zolfo nelle combinazioni pericolose e anche la gommalacca, grazie al suo costo ridotto. Adoperata delle composizioni verde e viola.
- Segatura: è usata come isolante.
- Siliciuro di calcio: serve per produrre la luce bianca. Si presenta come una polvere di colore scuro, di prezzo contenuto e sostituisce l'antimonio, che è più costoso, per dare splendore alla fiamma.
- Solfato di rame: è usato per il colore azzurro e si trova ridotto in polvere; viene passato allo staccio fino e serve per le fiamme azzurre. Ormai è in disuso.
- Solfato di rame ammoniacale: si preferisce al più noto solfato di rame per le luci azzurre in quanto meno suscettibile di esplosione se mescolato col clorato di potassio.
- Solfato di stronziana: è usato nelle fiamme rosse e gialle.
- Spago: è di diversi spessori per rivestire botti e bombe di calibro diverso.
- Sughero: è usato nelle composizioni azzurro e viola.
- Titanio: metallo adoperato in scaglie, per effetti traccianti argento.
- Verde purgato: è usato per il colore violetto.
- Zinco: è un metallo bianco alquanto duro, produce un fuoco azzurrognolo misto a un allegro scoppiettio.
- Zolfo: tale ingrediente era molto usato in passato, ma ora è stato rimosso quasi completamente dall'arte pirotecnica e sostituito da resine come la scialacca. In commercio si trova in tre versioni: "fiore di zolfo", "zolfo in pietra", che viene pestato finemente e si adopera nelle composizioni colorate; "zolfo in polvere", adoperato nella composizione bianca. Se usato, si adopera il tipo "ventilato" caratterizzato da un'accentuata impalpabilità. È ancora utilizzato per la produzione di polvere nera, e di pirodex, entrambi utilizzati dall'industria pirotecnica come esplosivi da lancio e di scoppio per ottenere i vari effetti pirotecnici celesti che si vedono nelle sagre e nelle feste patronali o anche a capodanno.

Nella pirotecnica moderna i clorati sono materiali ossidanti sempre meno diffusi a favore dei perclorati, più sicuri e più potenti.
Dal mescolamento dei sopra citati composti si ottengono miscele pirotecniche, capaci di bruciare lentamente, oppure di deflagrare, di produrre luci e suoni oppure di detonare.

### Utensili del fochista
Il fochista fa uso di strumenti artigianali per la lavorazione di un fuoco d'artificio:
- allacciatrice: esegue l'allacciamento automatico degli spaghi;
- bacchette: di diversi calibri, servono per arrotolare i cartocci e per caricarli con le polveri piriche (in quest'ultimo caso si predilige l'ottone come materiale);
- betoniera: serve per impastare e miscelare, e per dare forma sferica alle stelle;
- bilancia: è utilizzata per un corretto miscelamento e dosaggio;
- cavalletto: è utile nella spagatura manuale;
- gubbia: si utilizza per praticare i fori;
- magliuoli di legno: sono di diverse misure;
- matterello: è usato per stendere o dare colpi;
- molazza: serve per frantumare (ad es. il carbone);
- mortaio di metallo antiscintilla e pestello (detto anche "mazzuola") di legno: si usano per il mescolamento e pigiatura delle polveri e possono essere anche di materiale inverso a quello elencato, in modo comunque da evitare le accensioni nella frizione;
- mulino: per triturare i pezzi di nitrati e solfati;
- pialla: serve per arrotolare i cartocci;
- piano di marmo: è usato per triturare e miscelare le varie composizioni;
- pressa: è utile nel caricamento di cannoli, spolette e colpi di finale; per sviluppare pressioni maggiori si utilizzano anche quelle idrauliche;
- stacci, setacci o crivelli: vengono utilizzati per filtrare e affinare le misture di polveri, possono essere a rete fitta o rada;
- tenaglia: si utilizza per sagomare botti e cannoli.

## Nomenclatura

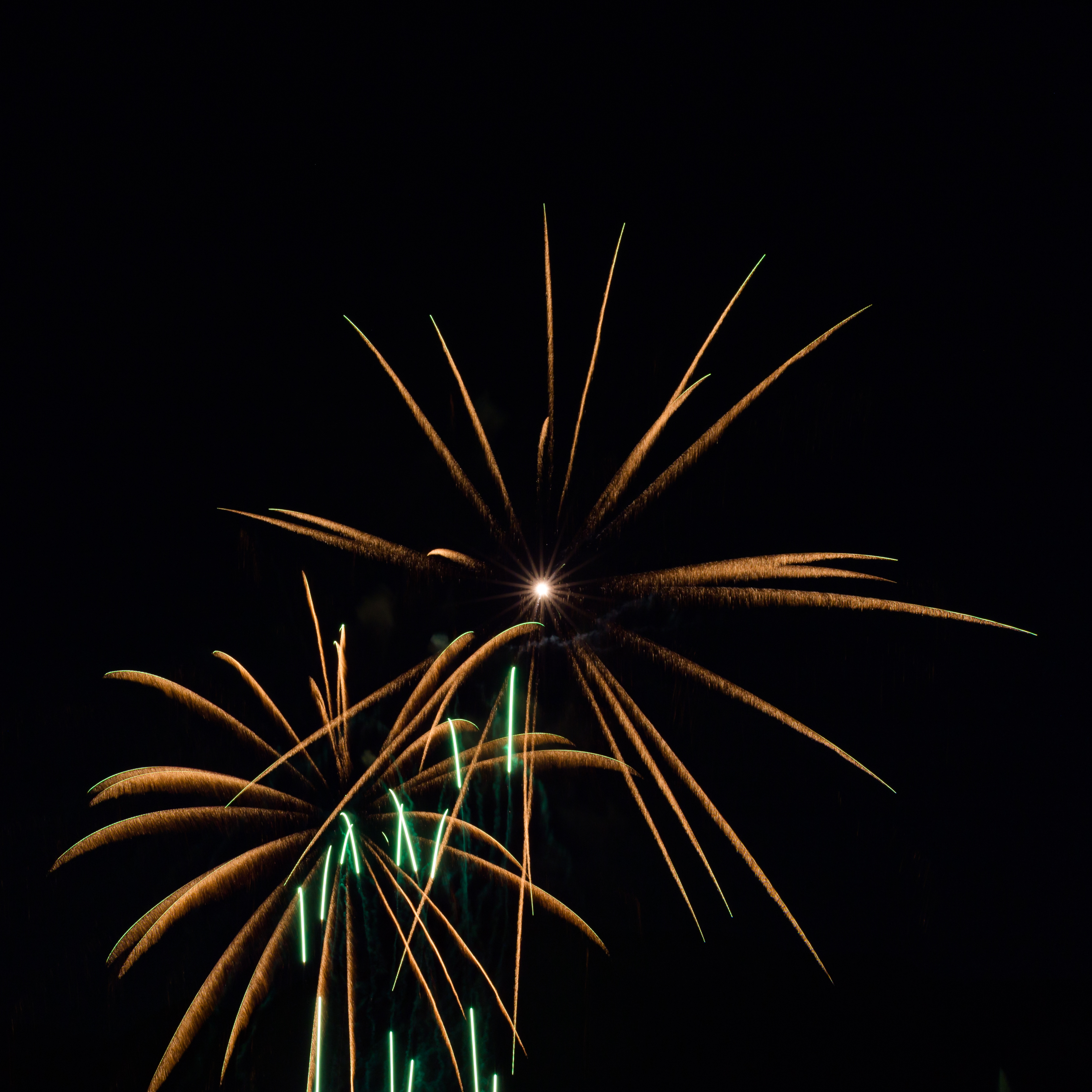
Altra variante dei fuochi d'artificio

Di seguito viene introdotta in modo logico-sequenziale la nomenclatura fondamentale dell'arte pirotecnica.

### Bomba da tiro
La bomba da tiro, detta anche granata, è una bomba di grosso calibro, tipicamente da 21 a 28 cm di diametro. Il corpo della bomba è di forma cilindrica, formato da una serie di "cartocci" contenenti le cosiddette "guarnizioni" di polveri, che s'incendiano in colori diversi a seconda dei composti chimici utilizzati, o altri elementi di effetto visivo come i "serpentelli", le "stelle", i "petardi", le "lance", le "meteore", ecc.
In teoria la forma sferica sarebbe da prediligere a quella cilindrica in quanto offre da ogni direzione uguale superficie e resistenza all'aria; essa richiede però più studio nella progettazione e più tempo nella realizzazione.
Le forme cilindriche offrono una maggiore comodità nell'introduzione delle guarnizioni e l'unico vero vincolo è che devono adattarsi al diametro del mortaio che le lancia. Pertanto la forma cilindrica è quella più usata.
La bomba da tiro ha un innesco temporizzato dal bruciare di un altro componente detto spoletta, che è attaccata al di sopra della granata principale centrale. Una volta portata all'altezza di esplosione da una carica di lancio, (che è posta sotto la granata), la spoletta bruciandosi durante l'ascensione inietta il fuoco all'interno della granata, che infine esplode in aria spandendo intorno, per un raggio ben determinabile, le guarnizioni in essa contenute.
Il lancio avviene quindi con questa sequenza: la bomba da tiro è fatta scendere nel mortaio, con la carica di lancio nella parte inferiore, la granata guarnita al centro e la spoletta connessa in alto; una miccia di accensione uscente all'esterno del mortaio dalla sua parte superiore viene accesa e incendia contemporaneamente la spoletta e la carica di lancio; quest'ultima esplodendo porta la granata alla sua altezza di apertura dove la spoletta arriva al contempo consumata e quindi inietta il fuoco nella granata, che "sfonda", cioè deflagra sfogliandosi, seguendo la composizione delle sue guarnizioni o granate.
Una bomba da tiro può contenere molte granate, accese da diverse spolette graduate con diverso contenuto di polveri.
Per tenere unite le singole componenti dei fuochi si adopera uno spago, allacciato fortemente attorno all'involucro (il cosiddetto "cartoccio") il quale fornisce resistenza all'intero agglomerato pirotecnico. Affinché lo spago aderisca strettamente al cartoccio è necessario strofinarlo prima in quella che in gergo è chiamata "pece" (mistura a base di catrame, pece e olio d'oliva). Infatti, lo spago non imbevuto può andare soggetto a scioglimento facilmente oppure, all'atto della deflagrazione della bomba, non opporrebbe la prevista resistenza.
La confezione delle "guarnizioni" della granata richiede grande pratica, massima scrupolosità, estrema precisione e buon gusto nella scelta cromatica e di innesco temporale delle guarnizioni. È questo che fa della pirotecnica una vera e propria arte.

### Spoletta
La spoletta è un cartoncino cilindrico contenente polvere da sparo resa compatta ad umido, in modo da bruciare lentamente. Funge da elemento temporizzatore a terra (per il collegamento degli artifizi) e all'interno delle granate pirotecniche.
Le spolette si dividono in due specie:
- le "spolette di tiro", lunghe sui 4 cm e caricate di polvere per circa 2.5 cm danno l'accensione alla granata quando questa arriva al massimo dell'ascensione;
- le "spolette di ripasso", di lunghezza fissa intorno ai 4 cm, ma variabili in quantità di carica da 5 a 45 mm, che si trovano internamente al corpo della granata e scandiscono l'esplosione "a tempo" delle guarnizioni in essa: infatti l'accensione consecutiva delle guarnizioni viene cronometricamente programmata per ottenere effetti coreografici con le varie "guarnizioni". All'atto dell'accensione della bomba in aria, che avviene quando la spoletta di tiro riversa il fuoco nell'interno della bomba stessa, tutte le spolette di ripasso si accenderanno simultaneamente; per effetto però delle loro differenti cariche di polvere, si avrà lo scoppio delle granate a cadenza.

### Cartoccio
Il cartoccio è un pezzo di cartone che è "guarnito" con le polveri da sparo o altri agglomerati pirici che si desidera incendiare.
Dapprima si fissa la dimensione del cartoccio, sulla base del volume necessario al tipo di bomba o guarnizione.
Tipicamente un cartoccio ha una dimensione lineare tra le 6 e le 8 volte il diametro finale interno, mentre la parete del cartoccio ne è all'incirca 1/3.
Fissata la dimensione, il cartoccio è steso dapprima su di un piano, poi è cosparso di colla da un lato (quello che nell'arrotolamento volgerà verso l'interno), e infine lo si arrotola dal lato non coperto di colla aiutandosi con bacchetta e pialla.
Da ultimo, si stringe fortemente una delle sue estremità, che rappresenterà il fondo e il cartoccio è riempito con la polvere.

### Polvere da spacco
Tipicamente per l'apertura o spacco di una bomba viene usata la "polvere nera" a grani, ma per aumentare il raggio di apertura della bomba si possono adoperare altre miscele.

### Mortaio
Il mortaio è un tubo cilindrico fatto di lamiera oppure di ferro colato o resina per bombe sferiche sino al calibro 25 cm, chiuso nella base inferiore, in cui viene inserita la bomba per lanciarla in aria.
Il lancio della bomba avviene mediante l'accensione ed esplosione nel mortaio di una carica di lancio.
La gittata della bomba cresce con l'altezza del mortaio.
Il diametro del mortaio definisce anche il calibro della bomba, la quale, per la precisione, ha un diametro "effettivo" di 4–10 mm inferiore a quello del mortaio. Infatti, la bomba calata nel mortaio non deve trovarsi in esso troppo stretta altrimenti si sfascia, se è con guarnizioni, o può dar luogo a pericolosi incidenti se è una bomba all'oscuro. Se invece si trova troppo larga, la sua ascesa in aria sarà limitata. Il mortaio è tenuto in piedi da un'asta metallica detta "spalletta", oppure è interrato o diversamente fissato al terreno.
L'altezza del mortaio è in genere tra 7 e 8 volte il suo diametro.

### Passafuoco
Il passafuoco indica il condotto che contiene la miccia che lega più bombe fra di loro.
Di solito lo si utilizza per modulare anche la sequenza di tiro nel finale.
I passafuochi si presentano come stretti condotti fatti di una carta speciale che non si rompe se piegata. Quanto più stretto è il passafuoco, tanto più veloce è la trasmissione del fuoco. Una qualità usata è la "carta sealing" ma, volendo lavorare in economia, si può adoperare anche la carta dei sacchetti che hanno contenuto del cemento o del gesso, facilmente acquistabili a poco prezzo presso le imprese edili. Tale carta è buona per la confezione di tutti i tipi di fuochi artificiali: commercialmente viene chiamata anche "carta kraft".
I passafuochi sono arrotolati con la stessa tecnica dei cartocci, solo che i cartoni sono più fini e si passa la colla solo all'ultimo giro. La bacchetta usata per arrotolarli è più sottile ad una delle estremità e gradatamente s'ingrossa spostandosi verso l'altra estremità: in tal modo, i condotti risultanti possono introdursi l'uno nell'estremità dell'altro formando qualsiasi lunghezza per il passafuoco finale.
Lo stoppino introdotto nel condotto interno al passafuoco può acquistare una rapidità tale nell'accensione da comunicare il fuoco contemporaneamente a tutto il pezzo od a più pezzi.
Infine, da non dimenticare, il passafuoco serve anche per proteggere lo stoppino dagli urti e dall'umidità.

### Stoppino o miccia
Lo stoppino o miccia serve a trasferire il fuoco tra i vari componenti della composizione pirotecnica. Da esso dipende, in linea generale, la buona riuscita di un fuoco d'artificio.
È ottenuto dalla manipolazione e successiva battitura di diversi tipi di polvere da sparo in cui è immersa una treccia di fili di cotone bianco o di bambagia.
La polvere fine è dapprima inzuppata con acqua semplice o con spirito di vino canforato e gommato, formando una pasta di media densità. Il cotone si lascia immerso nella pasta per qualche ora, quindi lo si toglie e si fa asciugare mettendolo in idoneo essiccatoio.
Gli stoppini vengono introdotti nei passafuochi per essere protetti sia dagli urti che dalla umidità.

### Stelle
Le "stelle" pallette, cilindretti o simili elementi, capaci di bruciare con fiamma colorata (contengono combustibili, comburenti, coloranti ed additivi).

### Cannoli o cannelli
I "cannoli" o "cannelli" sono elementi a fiamma colorata e tracciante, di forma cilindrica, più grandi delle stelle. Compongono il tipico contorno della "cacciata" di una bomba.

### Rendini
I "rendini" sono piccole granate di calibro non superiore ai 3 cm, usate tipicamente per gli intrecci contornati di colori.

### Sfondamento, apertura, spacco
Lo sfondamento (in dialetto napoletano, "sfunno") o apertura (in dialetto napoletano, "cacciata") avviene quando la bomba da tiro giunta ad una certa altezza si apre o si spacca o si sfoglia, espellendo tutti i suoi componenti-bombe o guarnizioni di colore.

### Sfondamento a bocca di mortaio
Lo "sfondamento a bocca di mortaio" (in dialetto napoletano, "sfunno a bocc' è murtare") è un difetto di lancio per cui la bomba da tiro si sfoglia appena uscita dal mortaio stesso, senza alzarsi in cielo.
Una buona norma per tutte le bombe da tiro che oltrepassano un certo calibro è quella di rinforzarne il fondo che è a diretto contatto con la carica di lancio mediante dei dischi di cartone pari al diametro stesso della bomba. I dischi vanno incollati sia al fondo che tra di loro in modo molto forte, altrimenti gli effetti rappresentati dalla pesantezza della bomba da tiro e dalla potenza della carica di lancio si combinano negativamente e all'atto della deflagrazione alla partenza la carica di lancio sfonda la bomba da tiro.

### Bomba di apertura
La bomba di apertura è una bomba di piccolo o medio calibro che precede la bomba da tiro.

### Bomba (o) scura
La bomba (o)scura o bomba all'oscuro o anche colpo scuro è una bomba di piccolo calibro (5–18 cm di diametro), senza colore e dall'alto effetto tonante.
Le bombe scure possono essere semplici e composte di più granate anch'esse scure. Vengono usate sia nei fuochi di giorno che in quelli notturni, per batterie d'onore a terra che per la parte conclusiva dei finali pirotecnici e vengono incendiate anche separatamente. La loro caratteristica, comunque adoperate, è quella di essere fragorosissime quando scoppiano, detonando, grazie alle polveri con cui sono caricate (miscele di perclorati e metalli in polvere).

### Bomba a "botte"
La bomba a "botte" è una bomba che in aria si spacca in più "botte" che esplodono poi in contemporanea, assai in uso per i finali pirotecnici fragorosi sia per fuochi di giorno. Spesso, alle "botte" segue una fragorosa bomba (o)scura sempre contenuta nell'agglomerato lanciato.

### Bomba a "botte" e "scoppietti"
La bomba a "botte" e "scoppietti" è una bomba che in aria si spacca prima in "botte" che esplodono in contemporanea seguite poi da due o più serie di "scoppietti" di intensità minore.

### Bomba a "botte" con "colpo scuro"
La bomba a "botte" con "colpo scuro", detta anche "spacco e botta", è una bomba di piccolo calibro, tipicamente da 8 a 10 cm, composta da una piccola cacciata di "botte" seguita da una potente bomba all'oscuro. È usata tipicamente nei fuochi diurni.

### Bomba a "stelle" e "colpo scuro"
La "bomba a "stelle" e "colpo scuro" è una tipica bomba dei fuochi notturni che all'apertura produce un nuvolo di "stelle" seguite poi da una detonante bomba allo scuro. Le "stelle" possono essere tutte monocolore oppure multicolore, nel qual caso vengono alloggiate in compartimenti separati; molto usati gli effetti bi-colore (rosso e verde) o anche tri-colore (rosso, azzurro, bianco). Alla base del tutto c'è la bomba allo scuro, sovrastata quindi dal cartoccio cilindrico di polvere (omogeneo o a compartimenti) contenente le "stelle". Tale cartoccio ha poi un'anima anch'essa cilindrica e fatta di polvere da spacco: quando essa scoppia incendia la spoletta della bomba oscura e contemporaneamente incendia e proietta le "stelle" tutte intorno, a seconda della posizione originale in cui esse sono disposte entro il cartoccio, formando i fasci colorati.
Solitamente, per avere un maggiore effetto, questo tipo di bomba è programmata per spaccarsi non appena comincia la fase discendente dopo la sommità della traiettoria, e ciò mediante una opportuna calibrazione della quantità di polvere nella spoletta di tiro.

### Bomba a più riprese di "granatine" e "colpo scuro"
È una variante della bomba a "stelle" e "colpo scuro" in cui però le "stelle" sono proiettate intorno mediante una o due riprese di granatine, le quali altro non sono che delle piccole bombe ad un singolo spacco caricate sempre con "stelle" (tipicamente di colore rosso o verde) ma di dimensione più piccola delle "stelle" ordinarie (circa la metà).

### Bomba a "botte", "stelle" e "colpo scuro"
La bomba a "botte", "stelle" e "colpo scuro" è una bomba per fuochi notturni che all'apertura produce prima una serie di "botte", seguite da un nuvolo di "stelle" e in ultimo da una detonante bomba allo scuro.

### Bomba a "raggi"
È una variante della bomba a "botte", "stelle" e "colpo scuro" in cui le "botte" sono sostituite da pezzetti di colore sparsi con dei piccoli raggi in coda tutto intorno all'atto dell'apertura.

### Bomba a "cannelli", "stelle" e "colpo oscuro"
La bomba a "cannelli", "stelle" e "colpo oscuro" è una bomba per fuochi notturni che all'apertura proietta una o due serie di "cannelli" eruttanti e in caduta libera, immersi in uno sfondo fatto da una nuvola di "stelle" monocolore e infine la solita detonante bomba allo scuro.
I "cannelli" che sputano fuoco dalle due estremità (come i bengala) vengono caricati tipicamente con polveri dai colori verde alluminio, bianco elettrico, giallo tremolante, giallo abbagliante o giallo con cascata bianca.

### Bomba a crociera di "sfere", "cannelli", "stelle" e "colpo scuro"
La bomba a crociera di "sfere", "cannelli", "stelle" e "colpo scuro" è una bomba per fuochi notturni che si apre proiettando in primo luogo una crociera di sfere colorate tutto intorno, facendo poi seguire separatamente una o più sequenze di "cannelli" immersi in un nuvolo di "stelle" monocolore e, a conclusione, un potente "colpo scuro". Viene di solito lanciata verso la fine di un finale pirotecnico.
In gergo, le "sfere" sono dette anche "pallettoni", e non sono altro che delle "stelle" confezionate in forma cilindrica (a scapito del loro nome) usando una pasta semidensa che le amalgama. L'intero impasto deve essere ben essiccato e in genere si predilige un colore bianco elettrico.

### Bomba a più "spacchi" e "colpo scuro"
È detta così una bomba notturna che arrivata al massimo della sua ascensione, si apre e si "spacca" (o "sfoglia") parecchie volte (in genere fino ad un massimo di 9-10), lanciando ad ogni apertura delle "stelle" di colori diversi, con differenti "cadenze", traiettorie ascendenti o discendenti, fino al detonante "colpo scuro" finale.

### Bomba con "paracadute" e "stelle"
La confezione di questo spettacolare tipo di bomba richiede molta accuratezza specie nel piazzamento dei paracadute al suo interno in modo da avere una espulsione quanto più simmetrica.
I paracadute sono realizzati in carta o seta e hanno la forma di un ombrello, sono molto leggeri e hanno attaccati alle punte dei fili resistenti i quali si riuniscono, nelle loro opposte estremità, a sostenere un anello di filo di ferro a cui sono agganciati poi i lumi.
I lumi sono fatti con dei cartocci cilindrici che formano dei tubi molto solidi, ben chiusi e incollati in una delle due estremità e al cui centro della parte estrema chiusa si fissa l'anello, al quale vengono legati i fili provenienti dal paracadute.
La carica pirica dei lumi è quella tipica dei bengala, con colori vivi ed abbaglianti (come il bianco elettrico e il giallo abbagliante).
Il sistema paracadute/lumi è alloggiato nella parte superiore del corpo della bomba, il tutto adagiato in della crusca. Un disco di cartone separa l'alloggio dei paracadute/lumi dalla sezione sottostante contenente le "stelle".
La bomba esplode e libera dapprima i paracadute coi lumi, che accendendosi precipitano lentamente nell'aria, e nel mentre si innesca la polvere di spacco che apre definitivamente la sezione delle "stelle".

### Bomba giapponese
La bomba giapponese è una bomba di forma sferica e può essere di vari calibri.

### Bomba spenta
La bomba spenta (detta bomba stutata in dialetto napoletano) è una bomba che "sfonda" una sola volta, con una controbomba (detta anche cacciata in dialetto napoletano) e con uno o più intrecci, tipicamente con calibro da 25 a 28 cm di diametro.

### Bomba lunga
La bomba lunga è una bomba che "sfonda" più di una volta (in genere 2 o 3) con più intrecci, con una o più controbombe, tutte riunite in una serie detta di "pigliate", tipicamente con calibro da 21 a 28 cm di diametro.

### Controbomba o cacciata
La controbomba ("cacciata", in dialetto napoletano) è una bomba che produce un rosone composto da una parte centrale di "stelle" e da un contorno di "cannoli".

### Intreccio
L'intreccio consiste in una serie di piccole granate che anticipano la controbomba.

### Pigliata
La "pigliata" è una sequenza composta da uno "sfunno", intreccio, controbomba, bomba (o)scura; più pigliate formano una bomba lunga.

### Pigliata di lampo
La "pigliata" di lampo è un intreccio di colpi scuri appena colorati.

### Fermata
La fermata è una bomba di medio o grosso calibro, da 16 a 21 cm di diametro, che compone in genere la parte centrale del finale pirotecnico.

### Bomba con passaggio
La bomba con passaggio è detta una bomba con un difetto evidente di intermittenza regolare tra le varie componenti che costituiscono la singola lanciata.

### Finale pirotecnico
Il finale pirotecnico, o semplicemente finale, è una sequenza dirompente di coppie intreccio e controbomba.
Si presenta con una incalzante serie consecutiva di lanci che si esegue tipicamente come chiusura di una manifestazione pirotecnica in cui, tipicamente, nella prima parte si lascia spazio alle singole bombe da tiro a più spacchi.
Il finale è usato sia nei fuochi di giorno che di notte. Per preparare un buon finale occorre utilizzare parecchi mortai con diversi calibri, a cominciare dalle piccole dimensioni (7–9 cm di diametro) fino ad arrivare alle grandi dimensioni (18–30 cm), i quali vengono messi in fila e collegati con una miccia.
Il numero dei mortai usati in un finale varia in relazione al costo sostenuto per il finale stesso.
Un finale non segue una norma precostituita perché il pirotecnico è un artista e come tale può spaziare attraverso diverse soluzioni, plasmando l'esecuzione in tanti "registri" consecutivi di bombe; in gergo, significa essenzialmente adoperare un certo tipo di bomba in un numero prestabilito di mortai (per es.: nel 1º registro, 10 bombe ad uno spacco con bombe all'oscuro; 2º Registro, 10 bombe a stelle con colpo scuro; e così via), armonizzando il tutto con gusto e simmetria.
L'operazione cruciale in un finale consiste nel calcolare la lunghezza delle "spolette di ripasso" che vengono inserite tra una
bomba e l'altra nei mortai per dare alla sequenza di lancio una determinata "cadenza". Le bombe nel finale non vengono infatti lanciate simultaneamente, ma s'innalzano una dopo l'altra con un ritmo ben preciso, che può variare tra un registro e l'altro, fino ad arrivare alla fragorosissima "fuga" (la "strenta", in dialetto napoletano) conclusiva che avviene col lancio simultaneo di parecchie bombe, per poi scemare nuovamente in un certo numero cadenzato di grosse bombe da tiro che, con le ultimissime bombe all'oscuro di diverso calibro, chiudono l'esecuzione.
Una tipica sequenza di registri in un finale è fatta da:
1) botte a stucchi (calibro 8 cm);
2) bombe spacco e botte (calibro 9–10 cm);
3) bombe a pioggia (bianca, salice, tremolante, scoppiettante);
4) fermate (calibro 16-18-21 cm);
5) strenta (calibro 9–16 cm);
6) sequenza finale di colpi scuri
I mortai contenenti le bombe dei vari registri vengono disposti vicini e collegati con una "miccia di passaggio" che le accende una alla volta in una precisa cadenza.
Sulla miccia di passaggio tra una bomba e l'altra è in genere applicata anche una spoletta carica di polvere, in modo tale da tenere in conto i valori delle "spolette di ripasso" alloggiate nella bomba lanciata precedentemente e in modo anche da sostenere a terra l'effetto dell'onda d'urto dovuta al lancio di quest'ultima: tale accorgimento consente alla bomba in partenza di alzarsi a tempo e in modo corretto.
Un finale che s'interrompe durante l'esecuzione è detto "finale spezzato": spesso ciò è dovuto all'interruzione del cammino del fuoco sul filo principale che lo conduce ai mortai.

### Pioggia
La pioggia è un particolare effetto dato da una guarnizione di una granata, normalmente di colore bianco argento, bianco-dorato oppure dorato e che a seconda degli effetti si divide in:
- salice a cascata dorata;
- pioggia luccicante;
- pioggia tremolante;
- pioggia scoppiettante.

### Pupatella
Le "pupatelle" sono delle piccole granate che anticipano la controbomba; sono composte da piccoli pezzi di colori.

### Strenta o fuga
La "fuga" (in dialetto napoletano, "strenta") è la parte conclusiva del finale pirotecnico, caratterizzata da un ritmo incalzante fino al colpo oscuro conclusivo.

### Tracchiare
Tracchiare, in gergo, significa collegare le bombe del finale tra loro.

### Batterie d'onore
Le batterie d'onore sono fragorosissime sequenze di bombe all'oscuro e vengono incendiate di giorno ed in più punti
di una città specialmente durante il passaggio per le vie della processione del santo patrono.
Esse sono formate da parecchie bombe all'oscuro non lanciate in aria ma appoggiate sul terreno e di calibro via via crescente, dai 5 cm fino ai 20 cm che si accendono tutte contemporaneamente.

## Normative
La produzione e l'uso di articoli pirotecnici è soggetto a normative di sicurezza nazionali ed europee, tra le quali:
- Decreto legislativo 29 luglio 2015, n. 123[3]
- Direttiva 2013/29/UE del Parlamento Europeo e del Consiglio del 12 giugno 2013 concernente l’armonizzazione delle legislazioni degli Stati membri relative alla messa a disposizione sul mercato di articoli pirotecnici (rifusione)[4]

La Legge di riferimento è il decreto legislativo 123 del 29 luglio 2015, riguardante l'attuazione della direttiva 2013/29/UE concernente l'armonizzazione delle legislazioni degli Stati membri relative alla messa a disposizione sul mercato di articoli pirotecnici.
L'articolo 3 suddivide gli artifizi pirotecnici in tre macro-categorie: Fuochi d'artificio, Articoli pirotecnici teatrali e Altri articoli pirotecnici.
1) Fuochi d'artificio:
- Categoria F1: fuochi d'artificio che presentano un rischio potenziale estremamente basso e un livello di rumorosità trascurabile e che sono destinati ad essere utilizzati in spazi confinati, compresi i fuochi d'artificio destinati ad essere usati all'interno di edifici d'abitazione.
- Categoria F2: fuochi d'artificio che presentano un basso rischio potenziale, un basso livello di rumorosità e che sono destinati ad essere usati al di fuori di edifici in spazi confinati.
- Categoria F3: fuochi d'artificio che presentano un rischio potenziale medio e che sono destinati ad essere usati al di fuori di edifici in grandi spazi aperti e il cui livello di rumorosità non è nocivo per la salute umana.
- Categoria F4: fuochi d'artificio professionali che presentano un rischio potenziale elevato e che sono destinati ad essere usati esclusivamente da «persone con conoscenze specialistiche» di cui all'articolo 4, comunemente noti quali «fuochi d'artificio professionali», e il cui livello di rumorosità non è nocivo per la salute umana.

2) Articoli pirotecnici teatrali:
- Categoria T1: articoli pirotecnici per uso scenico, che presentano un rischio potenziale ridotto.
- Categoria T2: articoli pirotecnici professionali per uso scenico che sono destinati esclusivamente all'uso da parte di persone con conoscenze specialistiche.

3) Altri articoli pirotecnici:
- Categoria P1: articoli pirotecnici diversi dai fuochi d'artificio e dagli articoli pirotecnici teatrali che presentano un rischio potenziale ridotto.
- Categoria P2: articoli pirotecnici professionali diversi dai fuochi d'artificio e dagli articoli pirotecnici teatrali che sono destinati alla manipolazione o all'uso esclusivamente da parte di persone con conoscenze specialistiche.

Nell'articolo 5 sono riportate le limitazioni alla vendita degli articoli pirotecnici comprendenti i limiti d'età ed eventuali autorizzazioni necessarie per l'acquisto: Gli articoli pirotecnici non sono venduti, né messi altrimenti a disposizione dei consumatori al di sotto dei seguenti limiti di età:
- Categoria F1: a privati che non abbiano compiuto il quattordicesimo anno.
- Categoria F2, P1 e T1: a privati che non siano maggiorenni e che non esibiscano un documento d'identità in corso di validità.
- Categoria F3: a privati che non siano maggiorenni e che non siano muniti di nulla osta rilasciato dal Questore ovvero di una licenza di porto d'armi.
- Categorie F4, P2 e T2: esclusivamente a persone con conoscenze specialistiche ed in possesso della licenza del Prefetto o del nulla osta del Questore; i prodotti di categoria P2 per segnalazioni di emergenza ove è prevista una disposizione regolamentare (ambito nautico o di soccorso alpino) possono, in deroga alle norme di cui sopra essere venduti e usati anche da persone non in possesso di conoscenze specialistiche e titoli abilitativi, a patto che siano usati solo per segnalazioni di emergenza.

Riguardo a queste ultime tre Categorie: Le "conoscenze specialistiche" consistono in una abilitazione conseguente un certificato di idoneità rilasciato dal Prefetto su conforme parere della Commissione Tecnica Territoriale per le Sostanze Esplodenti (CTSE) dopo il superamento di un esame teorico/pratico ex art 101 regolamento TULPS (pirotecnico) oppure art 27 D.P.R 302 1956 (fochino). La licenza fa riferimento all'articolo 47 del TULPS, testo unico delle leggi di pubblica sicurezza. Il nulla osta del Questore fa riferimento all'art 55 del medesimo.
Secondo il vecchio ordinamento, valido oggi solo per la detenzione, riclassificato per armonizzarlo alle direttive europee, gli artifizi pirotecnici sono classificati in:
- V categoria gruppo D, convertito in F1 (vendita consentita ai maggiori di anni 14), oppure F2/T1/P1 (vendita consentita ai maggiori di anni 18), a seconda dell'artifizio.
- V categoria gruppo E, convertito in F1 (vendita consentita ai maggiori di anni 14).
- V categoria gruppo C, convertito in F2/T1/P1 (vendita consentita ai maggiori di anni 18).
- IV categoria, convertito in F3 (vendita consentita ai possessori di porto d'armi), oppure F4/T2/P2 (vendita consentita ai possessori di apposita licenza prefettizia).

I prodotti di categoria P2 destinati al soccorso e alle emergenze ove è prevista una disposizione regolamentare, possono essere venduti anche a chi non è in possesso di licenza prefettizia, ad esempio i razzi a paracadute per imbarcazione.
Rientrano nella categoria P1 o P2 le cartucce per pistola da segnalazione, ma non la pistola stessa, la quale ricade nel novero delle armi comuni da sparo per cui è necessario un titolo abilitativo per acquisto e detenzione, fatta salva una deroga prevista dall'art. 2 legge 110/1975: Le disposizioni del T.U.L.P.S, con le successive rispettive modificazioni, e della presente legge relative alla detenzione ed al porto delle armi non si applicano nei riguardi degli strumenti lanciarazzi e delle relative munizioni quando il loro impiego è previsto da disposizioni legislative o regolamentari ovvero quando sono comunque detenuti o portati per essere utilizzati come strumenti di segnalazione per soccorso, salvataggio o attività di protezione civile.
Ai sensi dell'art 97 del regolamento di esecuzione del T.U.L.P.S., qualsiasi quantitativo di fuochi d'artificio va denunciato all'autorità locale di P.S. eccetto quelli della V categoria gruppo E e della V categoria gruppo D solo per un quantitativo inferiore a 5kg, ma è prassi comune e pacifica non denunciare i suddetti fuochi se rispettano le caratteristiche della direttiva europea in materia di fuochi d'artificio e rientrano nelle categorie F,T,P.
Possono essere detenuti nella propria abitazione un totale di 25kg di fuochi d'artificio secondo l'art 97 del regolamento di esecuzione del T.U.L.P.S.
E' a carico del detentore la responsabilità della conservazione dei fuochi d'artificio nell'abitazione, devono essere custoditi con la massima diligenza, lontani da fonti di calore, adottando tutte le cautele necessarie al fine di tutelare l'incolumità pubblica,
I fuochi d'artificio vanno utilizzati nel rispetto dell'art 703 del codice penale: chiunque, senza la licenza dell'Autorità, in un luogo abitato o nelle sue adiacenze, o lungo una pubblica via o in direzione di essa, spara armi da fuoco, accende fuochi d'artificio, o lancia razzi, o innalza aerostati con fiamme, o in genere, fa accensioni o esplosioni pericolose, è punito con l'ammenda fino a euro 103.
Se il fatto è commesso in un luogo ove sia adunanza o concorso di persone, la pena è dell'arresto fino a un mese.